# Arrapha

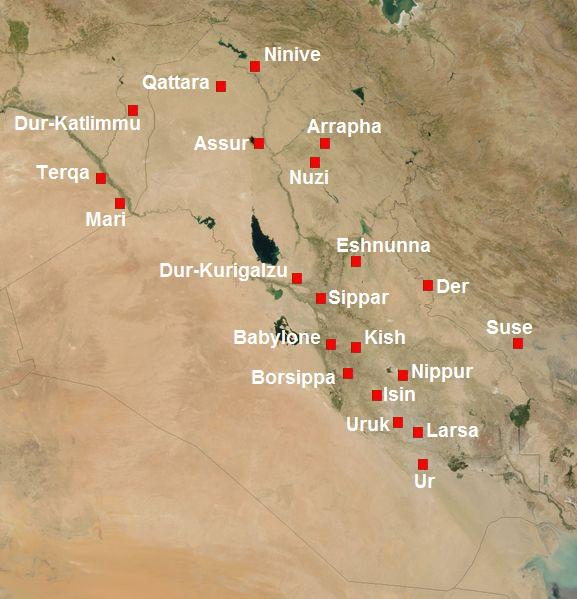
Arrapha

Arrapḫa (Assyrisch: ܐܪܦܐ) (أررابخا ,عرفة) was een oude Assyrische stad, die gelegen was waar vandaag de stad Kirkoek ligt. De stad werd gesticht rond 2000 v.Chr. en leidde haar naam af van het oude Akkadische woord "Arabkha" dat later in "Arrapha" veranderd werd. In 1948 werd de naam Arrapha de naam van een woonwijk binnen de stad van Kirkoek die door de North Oil Company gebouwd werd als een nederzetting voor haar werkers. Dit gebied wordt nu nog voornamelijk door Assyriërs bewoond.

## Archeologie
Aangezien de moderne stad Kirkuk boven op de ruïnes van Arrapha ligt, zijn archeologische opgravingen erg moeilijk. Toch zijn er kleitabletten uit clandestiene opgravingen bekend en gepubliceerd die van Arrapha stammen. 

### Koninkrijk Arrapha
De stad was de hoofdstad van een vorstendom dat vanaf het begin van de tweede helft van het 2e millennium v.Chr. een vazal van het Hurritische Rijk van Mitanni was. Behoudens de bronnen uit de stad zelf komt het merendeel van de bronnen daarover uit Nuzi (Yorgan Tepe; 13 km naar het zuidwesten) en een klein deel (800 tabletten) van Tell al-Fiḫār (45 km van Kirkuk). Hoewel het corpus aanzienlijk is, betreft het vrijwel uitsluitend administratieve en juridische documenten die echter wel een blik gunnen in de economische en juridische ontwikkeling van de Hurritische maatschappij die bij gebrek aan gevonden documenten in Mitanni zelf niet mogelijk is. Over de historische en politieke gebeurtenissen valt echter weinig te zeggen.